# Kisdorf
Kisdorf  er en by og en kommune i det nordlige Tyskland, beliggende i Amt Kisdorf i den vestlige del af Kreis Segeberg. Kreis Segeberg ligger i den sydøstlige del af delstaten Slesvig-Holsten.

## Geografi
Kisdorf ligger omkring 10 km nord for Norderstedt. mod vest går motorvejen A 7 fra Hamborg mod Flensborg og nord for kommunen går Bundesstraße B 432 fra Norderstedt mod Bad Segeberg.
Kommunen ligger på vestskråningen af Kisdorfer Wohldes, et højdedrag, der med sit højeste punkt – Rathkrügen (91 moh.) – når samme højde som Segeberger Kalkberge.